# Djalmabatista travassosi
Djalmabatista travassosi är en tvåvingeart som beskrevs av Carraro, Oliveira och Rego 1992. Djalmabatista travassosi ingår i släktet Djalmabatista och familjen fjädermyggor. Inga underarter finns listade i Catalogue of Life.